# 1491 en littérature
| Années de la littérature : 1488 - 1489 - 1490 - 1491 - 1492 - 1493 - 1494    |
| Décennies de la littérature : 1460 - 1470 - 1480 - 1490 - 1500 - 1510 - 1520 |

Cet article présente les faits marquants de l'année 1491 en littérature.

## Parutions
- 27 juin : Bible latine éditée par Johann Froben à Bâle[1].

- De ente et uno  (« De l’Être et de l’Unité »), traité de Pic de la Mirandole[2].

## Naissances
- Mellin de Saint-Gelais, poète français de la Renaissance, mort en 1558.